# Lord JKO
Lord JKO (* 4. November 1993 in Mainz als Julian Khalid Omer) ist ein deutscher Musikproduzent und DJ.

## Karriere
Lord JKO wuchs in Mainz auf. Die erste Songplatzierung landete er 2017 auf der Debüt-EP des Deutschen Rapper/Sänger Yonii mit dem Song Soufri. In dem folgenden Jahr war er hauptsächlich im Umfeld des Labels Kopfticker Records tätig, welches dem Bonner Rapper Xatar gehört. Seit 2019 arbeitet er mit diversen Künstlern wie u. a. Mortel, Niqo Nuevo, Yung Kafa & Kücük Efendi sowie weiteren regionalen Künstlern. Mit letzteren erreichte er 2021 Platz 2 in den offiziellen Deutschen Albumcharts mit dem Projekt „Yin und Yang“ auf dem er an Zwei Produktionen mitwirkte.  
In den darauf folgenden Jahren arbeitete er selbstständig mit vielen Künstlern wie beispielsweise Musso, OG LOCKE, Ski Aggu, Bojan, Brudi030, Pajel, O.G. und vielen weiteren Künstlern aus Deutschland sowie einigen internationalen Platzierungen wie beispielsweise der Song „Wohosh“ mit dem jordanischen Superstar Salameh oder mehrere Songs auf dem Album „Plava Krv“ des Serbischen rappers Devito. 
Seit 2023 arbeitet er eng an der Seite des Rappers Nimo als Produzent und  DJ.  
Des Weiteren betreibt er eine Modelinie mit dem Namen Lordlife.

## Privates
In seiner Kindheit verbrachte Lord JKO mehrere Jahre im Sudan, wo er die Grundschule besuchte. Nach seiner Schulzeit arbeitete er vor seiner Karriere im Musikgeschäft als Fachinformatiker.

## Produktionen
- 2017: Yonii – Soufri (Prod. von Lord JKO und Choukri)[1]
- 2017: DollarEuroYen – Dollar Euro Yen (Prod. von Lord JKO)[2]
- 2018: Xatar feat. Luciano – Dunklen Geschichten (Prod. von JKO) der Soundtrack zum Film Nur Gott kann mich richten[3]
- 2018: Schwesta Ewa – Aywa (Prod. von Lord JKO) auf dem gleichnamigen Album[4]
- 2018: Young Papi – Zwischen uns, Gefährlich, Heute Nacht (Prod. von Lord JKO)
- 2019: Ratifo – NANANA, Nacht für Nacht, Traum, GoodFellaz (Prod. von Lord JKO und Basey)
- 2019: Maxomatic – Brand New (Prod. Lord JKO & Basey)
- 2019: Yung Kafa & Kücük Efendi – Vor Gericht (Prod. Lord JKO & Basey)
- 2019: Mortel feat. Niqo Nuevo & Emzi Bonn – Mit der Hood (Prod. von Lord JKO & Basey)
- 2019: DJ Razé feat. CALO – Ketten Tief (Prod. von Lord JKO, Prala & DJ Razé)
- 2020: CALO – Dankbar (Prod. von Lord JKO & LTM)
- 2020: CALO – Surf (Prod. von Lord JKO)
- 2020: Ulysse – Schatten (Prod. von Lord JKO & LTM)
- 2020: Ulysse – Lebendig (Prod. von Lord JKO & Serenity)
- 2020: Yung Kafa & Kücük Efendi – Sumatra (Prod. von Lord JKO & Phil Classic)
- 2020: Yung Kafa & Kücük Efendi feat. Dardan – Wheelie (Prod. von Lord JKO & Phil Classic)
- 2021: Musso – Arbeit (Prod. von Lord JKO, Overshiaat, Moula & Paix298)